# ATP Challenger Trani
Das ATP Challenger Trani (offiziell: Internazionali di tennis Citta di Trani) war ein Tennisturnier, das von 2002 bis 2011 jährlich mit einer Unterbrechung 2008 in Trani, Italien stattfand. Es gehörte zur ATP Challenger Tour und wurde im Freien auf Sand gespielt. Mariano Delfino gewann mit einem Titel im Einzel sowie zwei Titeln im Doppel das Turnier am häufigsten.

## Liste der Sieger

### Einzel
| Jahr | Sieger                   | Finalgegner         | Ergebnis          |
| ---- | ------------------------ | ------------------- | ----------------- |
| 2011 | Steve Darcis             | Leonardo Mayer      | 4:6, 6:3, 6:2     |
| 2010 | Jesse Huta Galung        | Filippo Volandri    | 7:63, 6:4         |
| 2009 | Daniel Köllerer          | Filippo Volandri    | 6:3, 7:5          |
| 2008 | nicht ausgetragen        | nicht ausgetragen   | nicht ausgetragen |
| 2007 | Flavio Cipolla           | Pablo Andújar       | 4:6, 6:2, 6:4     |
| 2006 | Juan Pablo Guzmán        | Andreas Vinciguerra | 6:1, 3:6, 7:61    |
| 2005 | Lukáš Dlouhý             | Simone Bolelli      | 6:4, 6:4          |
| 2004 | Filippo Volandri         | Francesco Aldi      | 6:1, 6:3          |
| 2003 | Martín Vassallo Argüello | Francisco Fogués    | 6:3, 7:5          |
| 2002 | Mariano Delfino          | Jiří Vaněk          | 6:4, 7:66         |

### Doppel
| Jahr | Sieger                                   | Finalgegner                              | Ergebnis          |
| ---- | ---------------------------------------- | ---------------------------------------- | ----------------- |
| 2011 | Jorge Aguilar Andrés Molteni             | Giulio Di Meo Stefano Ianni              | 6:4, 6:4          |
| 2010 | Matteo Trevisan Thomas Fabbiano          | Daniele Bracciali Filippo Volandri       | 6:3, 7:5          |
| 2009 | Jamie Delgado Jamie Murray               | Simon Greul Alessandro Motti             | 3:6, 6:4, [12:10] |
| 2008 | nicht ausgetragen                        | nicht ausgetragen                        | nicht ausgetragen |
| 2007 | Leonardo Azzaro (2) Daniele Giorgini (2) | Fabio Colangelo Alessandro Motti         | 6:2, 7:5          |
| 2006 | Leonardo Azzaro (1) Daniele Giorgini (1) | Daniel Muñoz de la Nava Alessandro Motti | 6:4, 3:6, [10:6]  |
| 2005 | Carlos Berlocq Cristian Villagrán        | Giorgio Galimberti Irakli Labadse        | 4:6, 6:2, 6:4     |
| 2004 | Massimo Bertolini Álex López Morón       | Martin Štěpánek Jan Vacek                | 2:6, 6:4, 6:3     |
| 2003 | Mariano Delfino (2) Matías O’Neille      | Leonardo Azzaro Gergely Kisgyörgy        | 6:3, 6:3          |
| 2002 | Mariano Delfino (1) Roberto Álvarez      | Francisco Costa Francisco Cabello        | 4:6, 6:4, 6:2     |